# 敦賀第一交通
敦賀第一交通株式会社（つるがだいいちこうつう）は、福井県敦賀市に本社を置くタクシー事業者。第一交通産業グループに属しており、旧京阪グループの敦賀京阪タクシーが営業エリアとしていた敦賀市を地盤としている。福井県小浜市の「若狭湾観光（京阪グループ）」の『若狭フィッシャーマンズワーフ』や『観光船』とともに福井県嶺南地方へ事業展開するために設立された。

## 沿革
- 1964年（昭和39年）7月9日 - 敦賀京阪タクシーとして設立。
- 2010年（平成22年）10月1日 - 親会社である京阪タクシーの全株式が京阪電気鉄道から第一交通産業へ譲渡され、京阪グループを離脱。「敦賀第一交通株式会社」へ社名変更[1]。第一交通グループは福井県内へ初進出となる。